# Nyctemera agagles
Nyctemera agagles là một loài bướm đêm thuộc phân họ Arctiinae, họ Erebidae.